# Oktawin
Oktawin (ukr. Октавин) – wieś na Ukrainie w rejonie włodzimierskim obwodu wołyńskiego.
Przed II wojną światową był kolonią wsi Czerczyce i miał charakter polski. W roku 1947 na zgliszczach zabudowań osiedlono tu wypędzonych mieszkańców wsi Szychowice.